# Péseux
Ne doit pas être confondu avec Peseux.
Péseux est une commune française située dans le département du Doubs, la région culturelle et historique de Franche-Comté et la région administrative Bourgogne-Franche-Comté.

## Géographie

### Localisation

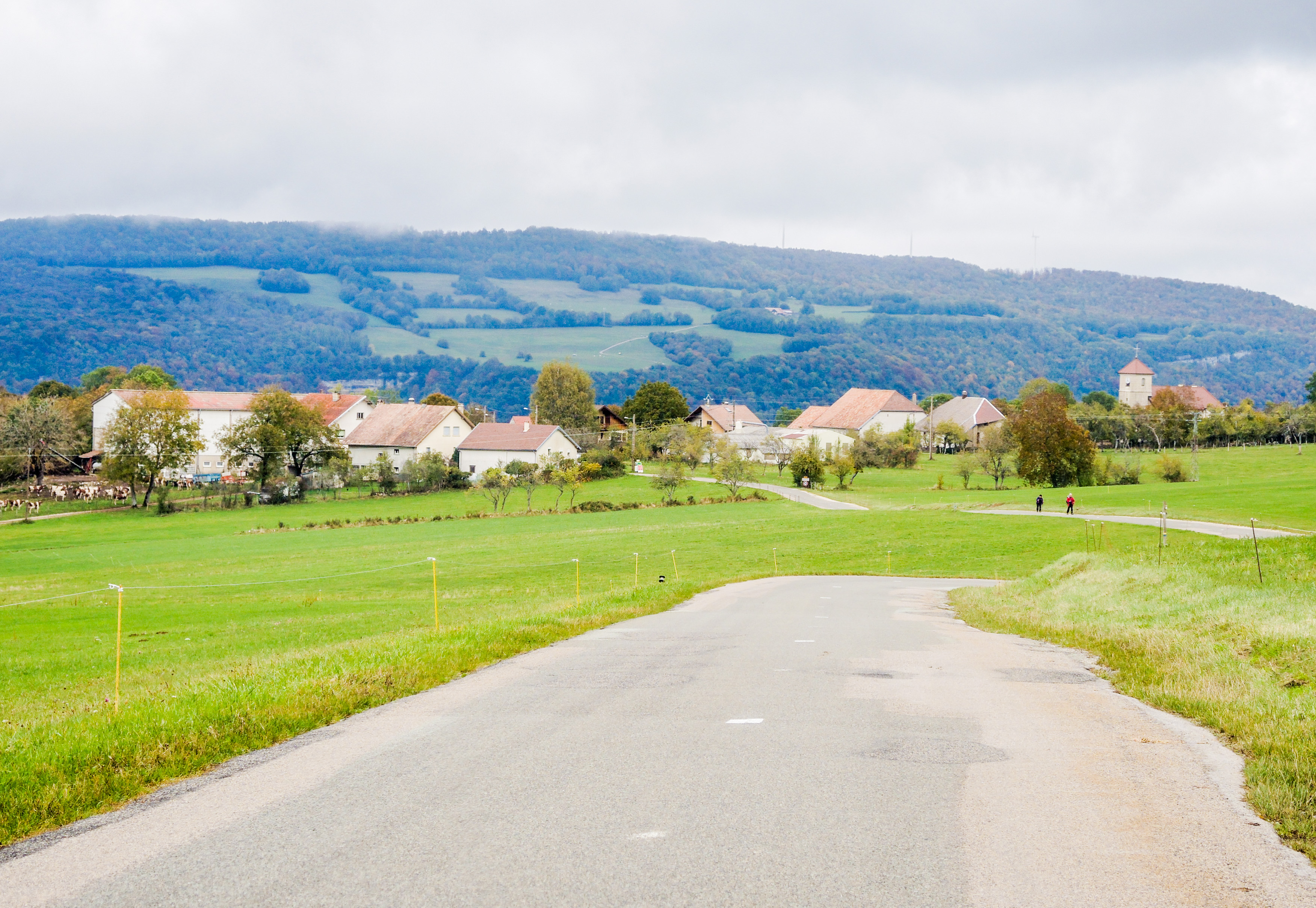
Le village vu depuis la route de Provenchère.

Péseux est un village du Doubs situé à 24 km à vol d'oiseau au sud-ouest de Besançon, 16 km à l'ouest de la Frontière franco-suisse, 52 km au nord-est de Pontarlier et 51 km à l'est de Besançon.
Il fait partie du parc naturel régional du Doubs Horloger.
Le village se trouve dans la zone d'emploi de Montbéliard et le bassin de vie de Valdahon

### Communes limitrophes
Les communes limitrophes sont  Froidevaux, Les Terres-de-Chaux, Rosières-sur-Barbèche, Solemont et Valonne.

### Géologie et relief
La superficie de la commune est de 6,63 km2 ; son altitude varie de 440  à   800 mètres.

### Hydrographie

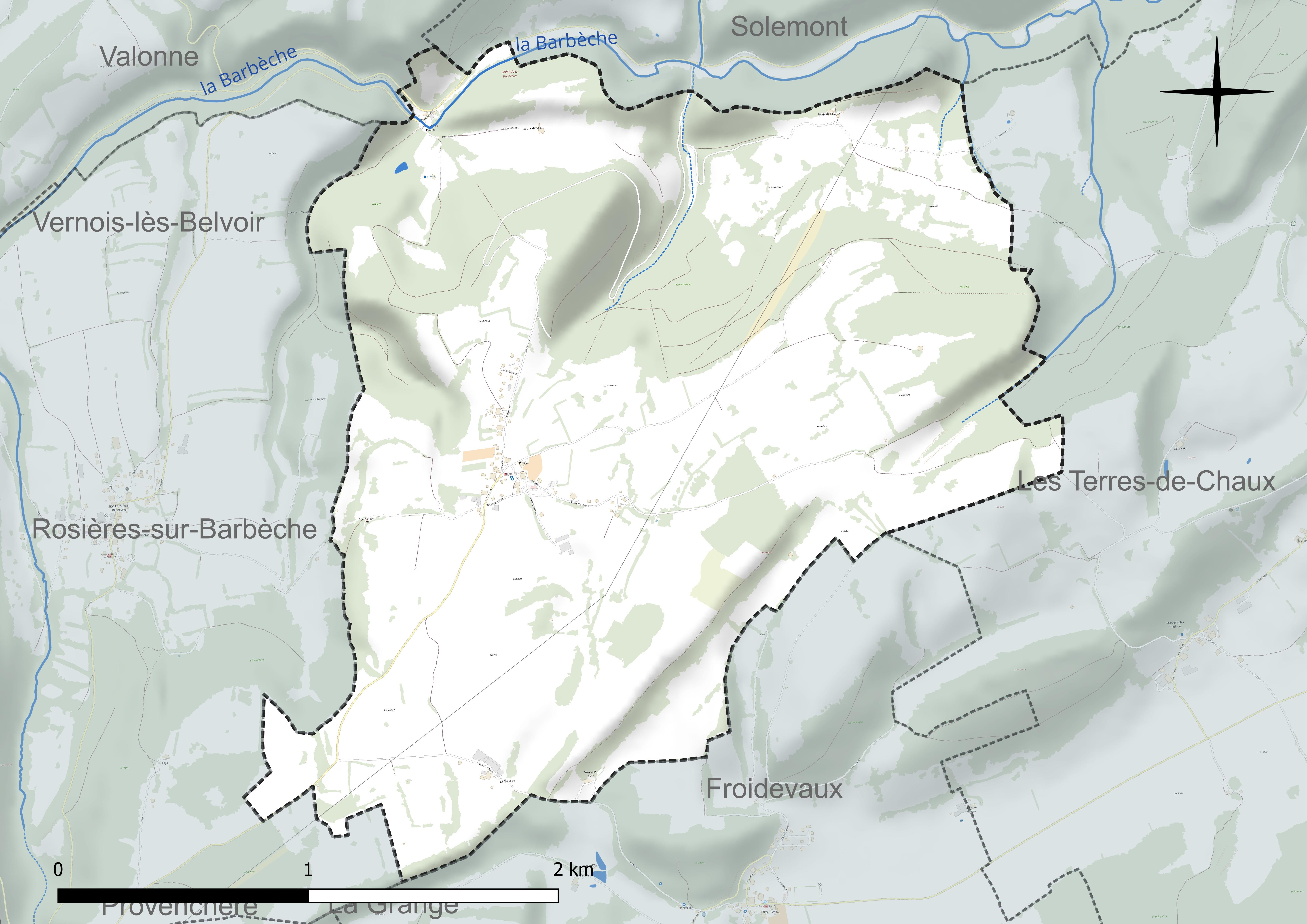
Carte hydrographique de la commune.

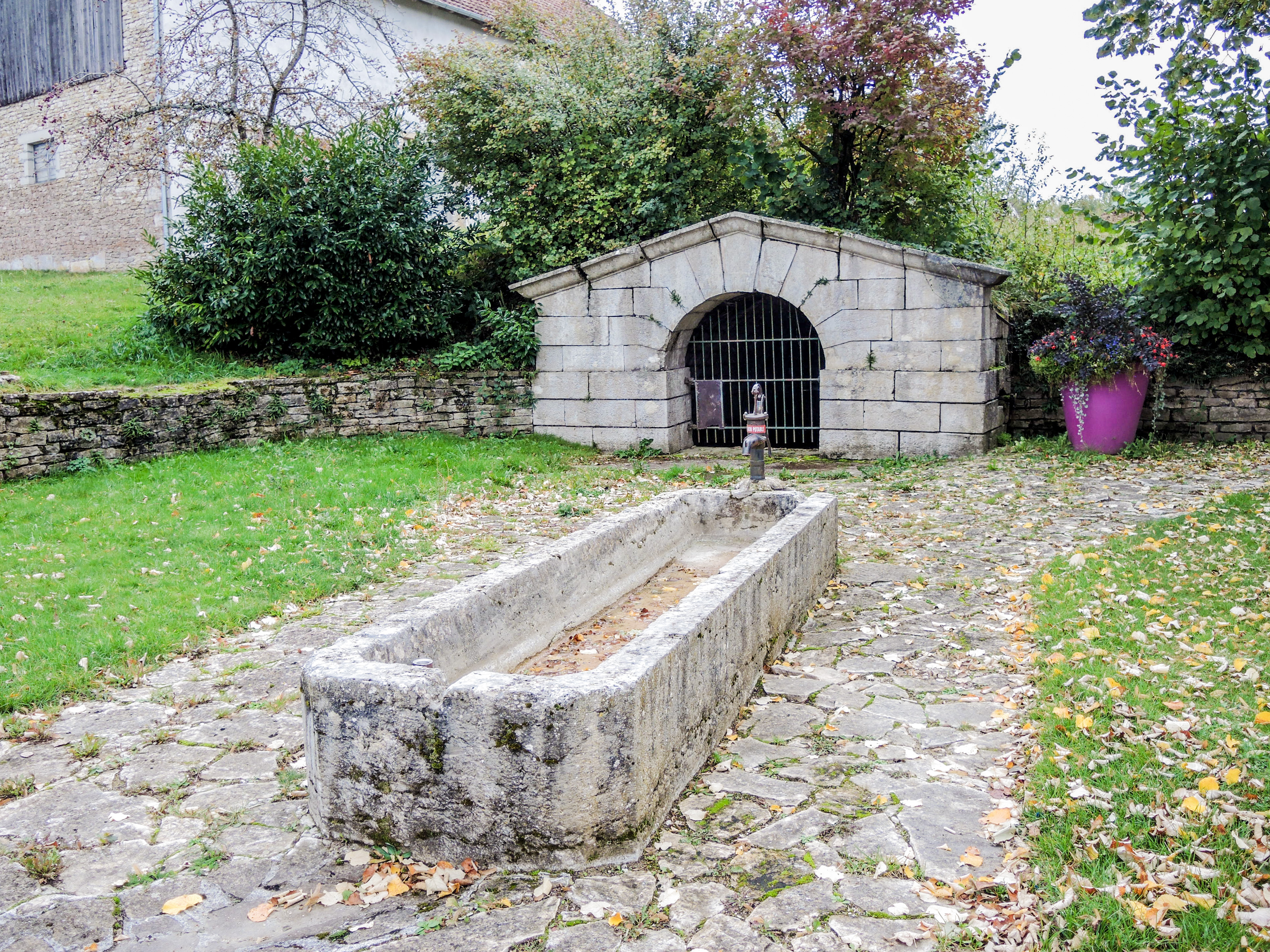
La source et la fontaine de Péseaux.

La limite nord du territoire communal est tangenté par la Berbèche.

### Climat
Pour des articles plus généraux, voir Climat de la Bourgogne-Franche-Comté et Climat du Doubs.
En 2010, le climat de la commune est de type climat de montagne, selon une étude du Centre national de la recherche scientifique s'appuyant sur une série de données couvrant la période 1971-2000. En 2020, Météo-France publie une typologie des climats de la France métropolitaine dans laquelle la commune est exposée à un climat de montagne ou de marges de montagne et est dans la région climatique Jura, caractérisée par une forte pluviométrie en toutes saisons (1 000 à 1 500 mm/an), des hivers rigoureux et un ensoleillement médiocre.
Pour la période 1971-2000, la température annuelle moyenne est de 8,5 °C, avec une amplitude thermique annuelle de 16,9 °C. Le cumul annuel moyen de précipitations est de 1 411 mm, avec 12,3 jours de précipitations en janvier et 11,6 jours en juillet. Pour la période 1991-2020, la température moyenne annuelle observée sur la station météorologique de Météo-France la plus proche, « Sancey-le-grand », sur la commune de Sancey à 8 km à vol d'oiseau, est de 10,2 °C et le cumul annuel moyen de précipitations est de 1 161,7 mm. 
La température maximale relevée sur cette station est de 37,9 °C, atteinte le 24 juillet 2019 ; la température minimale est de −22 °C, atteinte le 20 décembre 2009,,.
Les paramètres climatiques de la commune ont été estimés pour le milieu du siècle (2041-2070) selon différents scénarios d'émission de gaz à effet de serre à partir des nouvelles projections climatiques de référence DRIAS-2020. Ils sont consultables sur un site dédié publié par Météo-France en novembre 2022.

## Urbanisme

### Typologie
Au 1er janvier 2024, Péseux est catégorisée commune rurale à habitat très dispersé, selon la nouvelle grille communale de densité à 7 niveaux définie par l'Insee en 2022.
Elle est située hors unité urbaine et hors attraction des villes,.

### Occupation des sols

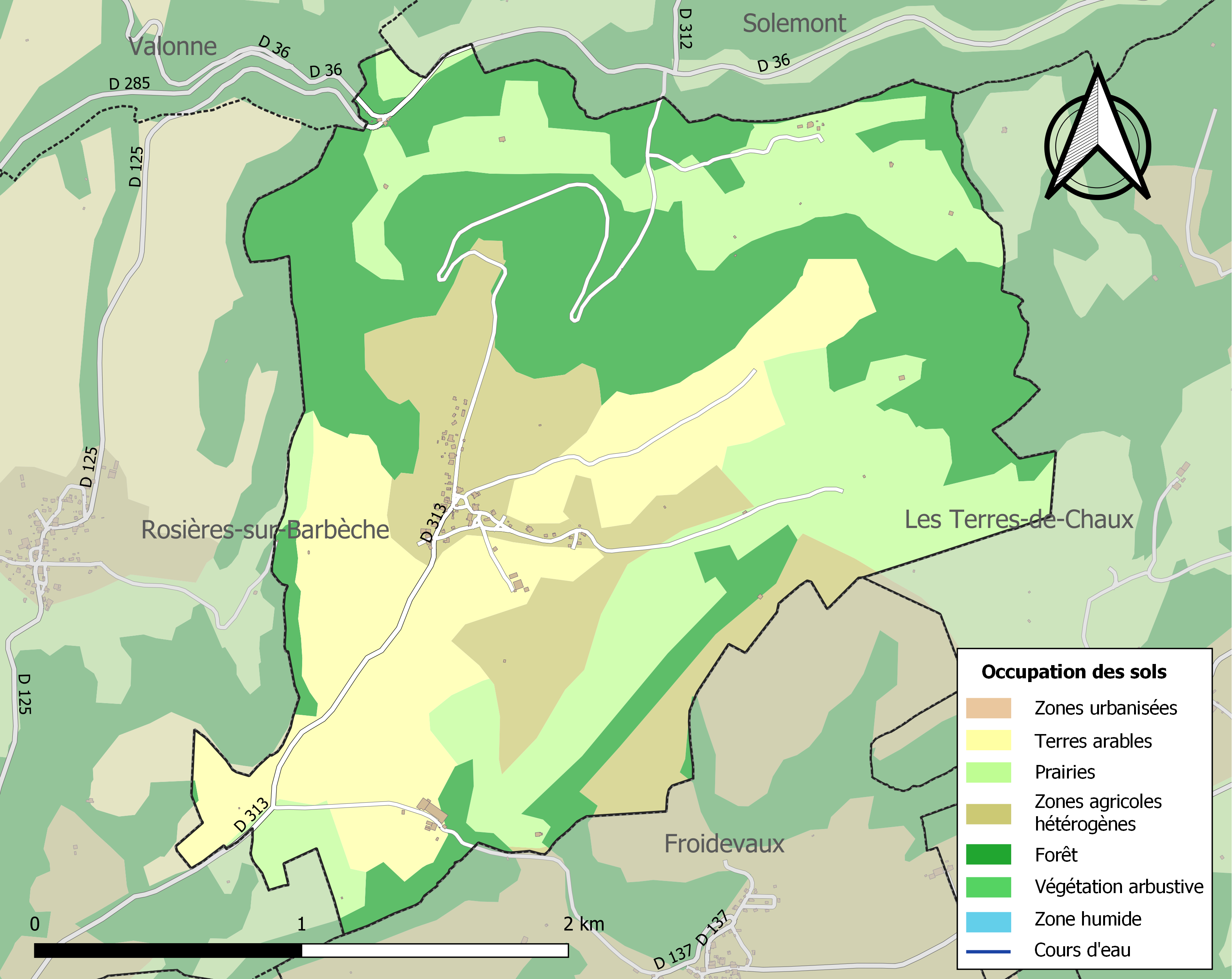
Carte des infrastructures et de l'occupation des sols de la commune en 2018 (CLC).

L'occupation des sols de la commune, telle qu'elle ressort de la base de données européenne d’occupation biophysique des sols Corine Land Cover (CLC), est marquée par l'importance des territoires agricoles (65,4 % en 2018), une proportion identique à celle de 1990 (65,4 %). La répartition détaillée en 2018 est la suivante : 
forêts (34,6 %), prairies (27,7 %), terres arables (21,4 %), zones agricoles hétérogènes (16,3 %). L'évolution de l’occupation des sols de la commune et de ses infrastructures peut être observée sur les différentes représentations cartographiques du territoire : la carte de Cassini (XVIIIe siècle), la carte d'état-major (1820-1866) et les cartes ou photos aériennes de l'IGN pour la période actuelle (1950 à aujourd'hui).

### Habitat et logement
En 2020, le nombre total de logements dans la commune était de 58, alors qu'il était de 50 en 2015 et de 45 en 2010.
Parmi ces logements, 84 % étaient des résidences principales, 14,2 % des résidences secondaires et 1,8 % des logements vacants. Ces logements étaient pour 94,3 % d'entre eux des maisons individuelles et pour 5,7 % des appartements.
Le tableau ci-dessous présente la typologie des logements à Péseux en 2020 en comparaison avec celle du Doubs et de la France entière. Une caractéristique marquante du parc de logements est ainsi une proportion de résidences secondaires et logements occasionnels (14,2 %) supérieure à celle du département (4,3 %) et à celle de la France entière (9,7 %).
| Typologie                                               | Péseux | Doubs | France entière |
| ------------------------------------------------------- | ------ | ----- | -------------- |
| Résidences principales (en %)                           | 84     | 87,1  | 82,1           |
| Résidences secondaires et logements occasionnels (en %) | 14,2   | 4,3   | 9,7            |
| Logements vacants (en %)                                | 1,8    | 8,6   | 8,2            |

## Toponymie
Posuello en 1227 ; Pesuel en 1339 ; Pesuy en 1363 ; Peseul en 1399 ; Peseulx en 1567, puis 1614 ; Peseux en 1617 ; Peseuz en 1626 ; Pezeux en 1600, puis 1747.

## Politique et administration

### Rattachements administratifs et électoraux

#### Rattachements administratifs
La commune se trouve dans l'arrondissement de Montbéliard du département du Doubs.
Elle faisait partie depuis 1801 du canton de Pont-de-Roide. Dans le cadre du redécoupage cantonal de 2014 en France, cette circonscription administrative territoriale a disparu, et le canton n'est plus qu'une circonscription électorale.

#### Rattachements électoraux
Pour les élections départementales, la commune fait partie depuis 2014 du canton de Valdahon.
Pour l'élection des députés, elle fait partie de la quatrième circonscription du Doubs.

### Intercommunalité
Péseux  était membre de la communauté de communes entre Dessoubre et Barbèche, un établissement public de coopération intercommunale (EPCI) à fiscalité propre créé en 2002 et auquel la commune avait transféré un certain nombre de ses compétences, dans les conditions déterminées par le code général des collectivités territoriales.
Dans le cadre des dispositions de la loi portant nouvelle organisation territoriale de la République du 7 août 2015, qui prévoit que les établissements publics de coopération intercommunale (EPCI) à fiscalité propre doivent avoir un minimum de 15 000 habitants, cette intercommunalité a eté dissoute et certaines de ses communes, dont Péseux, ont intégré le 1er janvier 2017, la communauté de communes du Pays de Sancey-Belleherbe.

### Liste des maires
| Période                                  | Période                        | Identité            | Étiquette | Qualité                    |
| ---------------------------------------- | ------------------------------ | ------------------- | --------- | -------------------------- |
| Les données manquantes sont à compléter. |                                |                     |           |                            |
|                                          |                                |                     |           |                            |
| mars 2001                                | avril 2018                     | Michel Jouillerot   | DVG       | Agriculteur Démissionnaire |
| juin 2018                                | printemps 2023                 | Jean-Claude Jeannot |           | Ouvrier retraité           |
| mai 2023                                 | En cours (au 30 novembre 2023) | Luc Binder          |           | Artisan                    |

## Population et société

### Démographie
L'évolution du nombre d'habitants est connue à travers les recensements de la population effectués dans la commune depuis 1793. Pour les communes de moins de 10 000 habitants, une enquête de recensement portant sur toute la population est réalisée tous les cinq ans, les populations de référence des années intermédiaires étant quant à elles estimées par interpolation ou extrapolation. Pour la commune, le premier recensement exhaustif entrant dans le cadre du nouveau dispositif a été réalisé en 2007.

En 2022, la commune comptait 136 habitants, en évolution de +13,33 % par rapport à 2016 (Doubs : +1,88 %, France hors Mayotte : +2,11 %).
| 1793 | 1800 | 1806 | 1821 | 1831 | 1836 | 1841 | 1846 | 1851 |
| ---- | ---- | ---- | ---- | ---- | ---- | ---- | ---- | ---- |
| 176  | 186  | 189  | 208  | 225  | 218  | 214  | 216  | 214  |

| 1856 | 1861 | 1866 | 1872 | 1876 | 1881 | 1886 | 1891 | 1896 |
| ---- | ---- | ---- | ---- | ---- | ---- | ---- | ---- | ---- |
| 221  | 224  | 220  | 214  | 193  | 193  | 180  | 171  | 160  |

| 1901 | 1906 | 1911 | 1921 | 1926 | 1931 | 1936 | 1946 | 1954 |
| ---- | ---- | ---- | ---- | ---- | ---- | ---- | ---- | ---- |
| 146  | 137  | 139  | 100  | 107  | 112  | 123  | 109  | 117  |

| 1962 | 1968 | 1975 | 1982 | 1990 | 1999 | 2006 | 2007 | 2012 |
| ---- | ---- | ---- | ---- | ---- | ---- | ---- | ---- | ---- |
| 99   | 93   | 94   | 91   | 101  | 95   | 96   | 96   | 103  |

| 2017 | 2022 | - | - | - | - | - | - | - |
| ---- | ---- | - | - | - | - | - | - | - |
| 127  | 136  | - | - | - | - | - | - | - |

## Culture locale et patrimoine

### Lieux et monuments
- L'église Saint-Gras qui date de 1745[21].
- La chapelle Saint-Gras de 1870.
- La vallée de la Barbèche avec le hameau du Champ du Moulin.

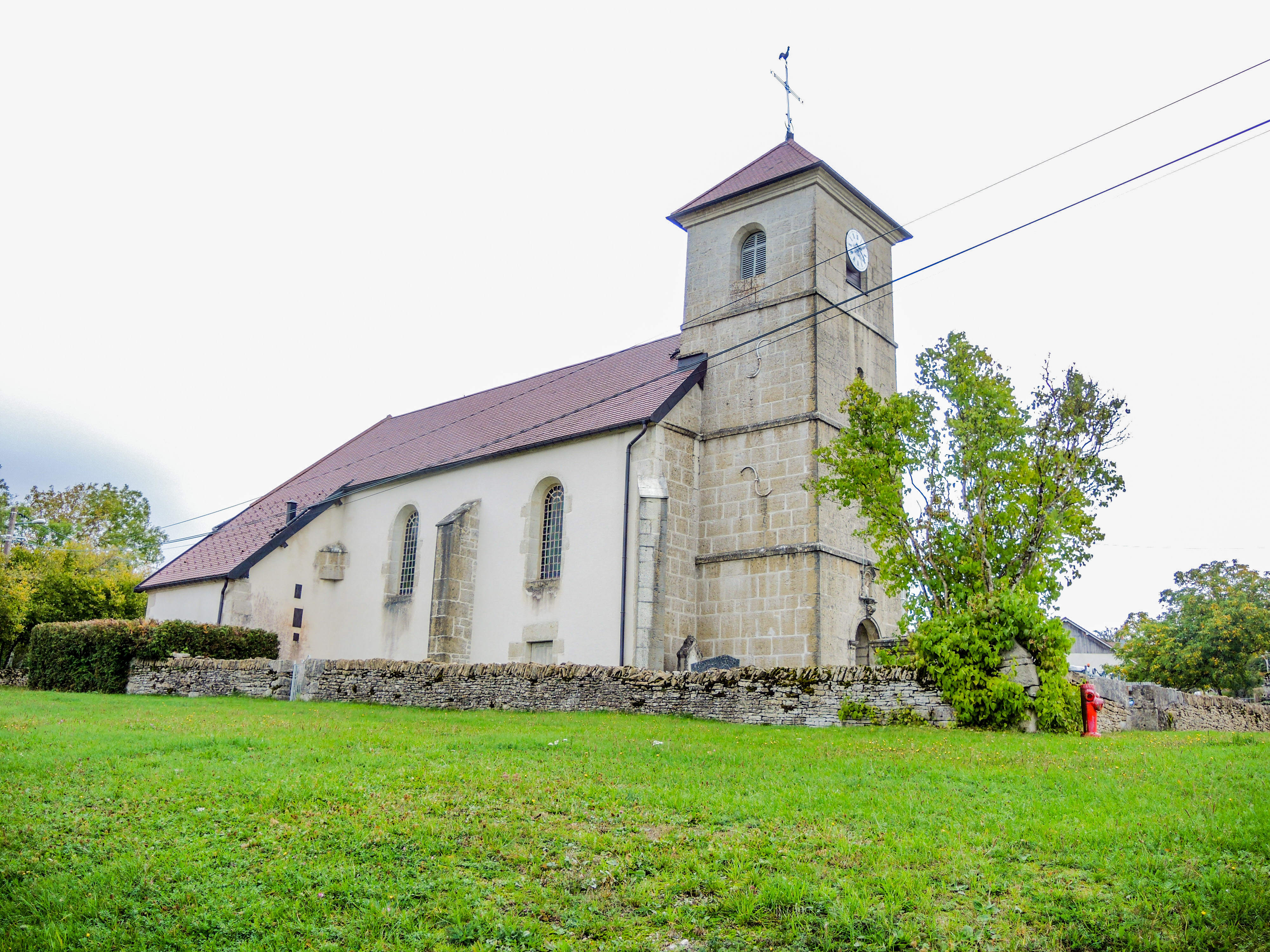
L'église Saint-Gratien...
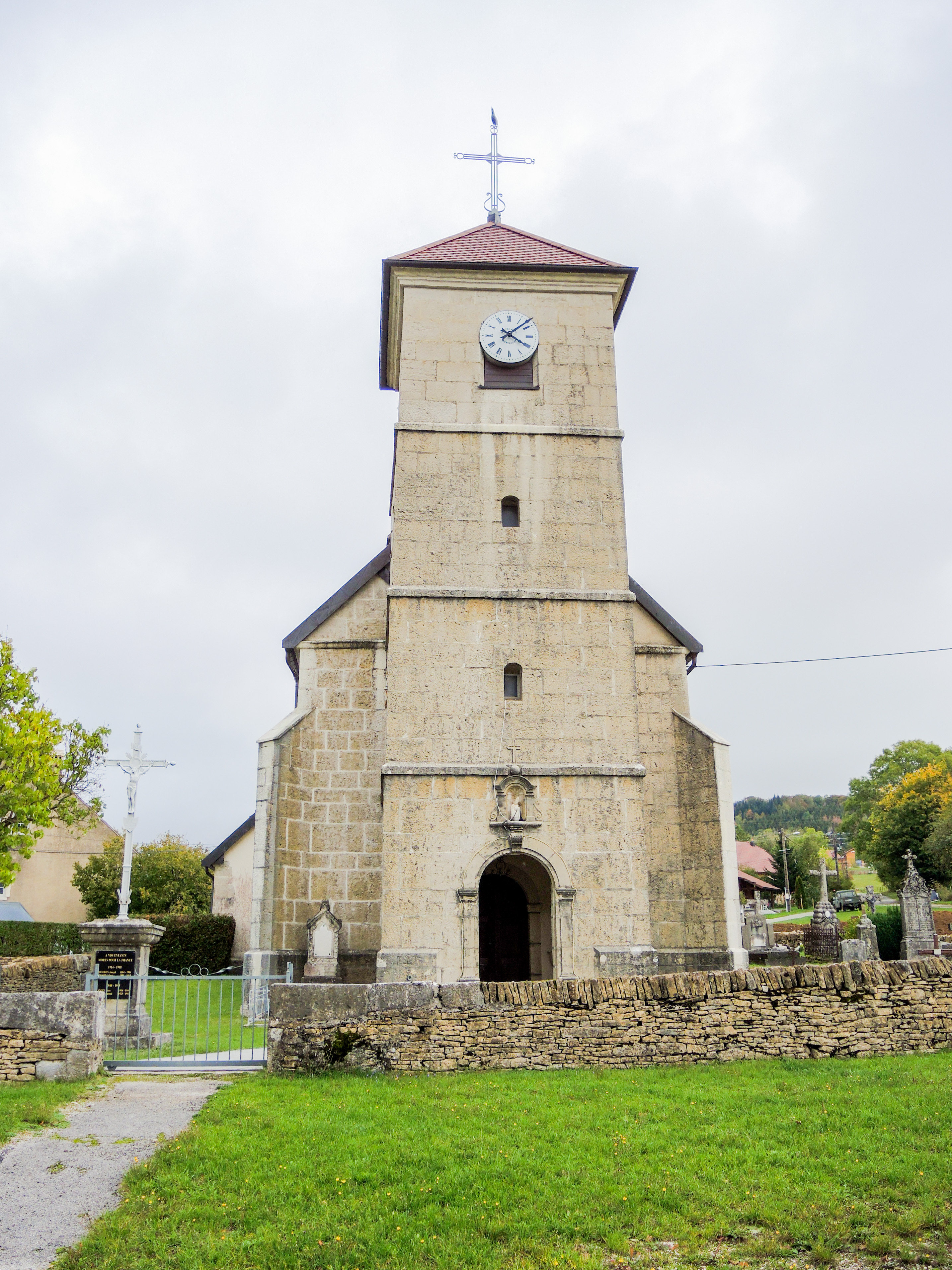
... son clocher...
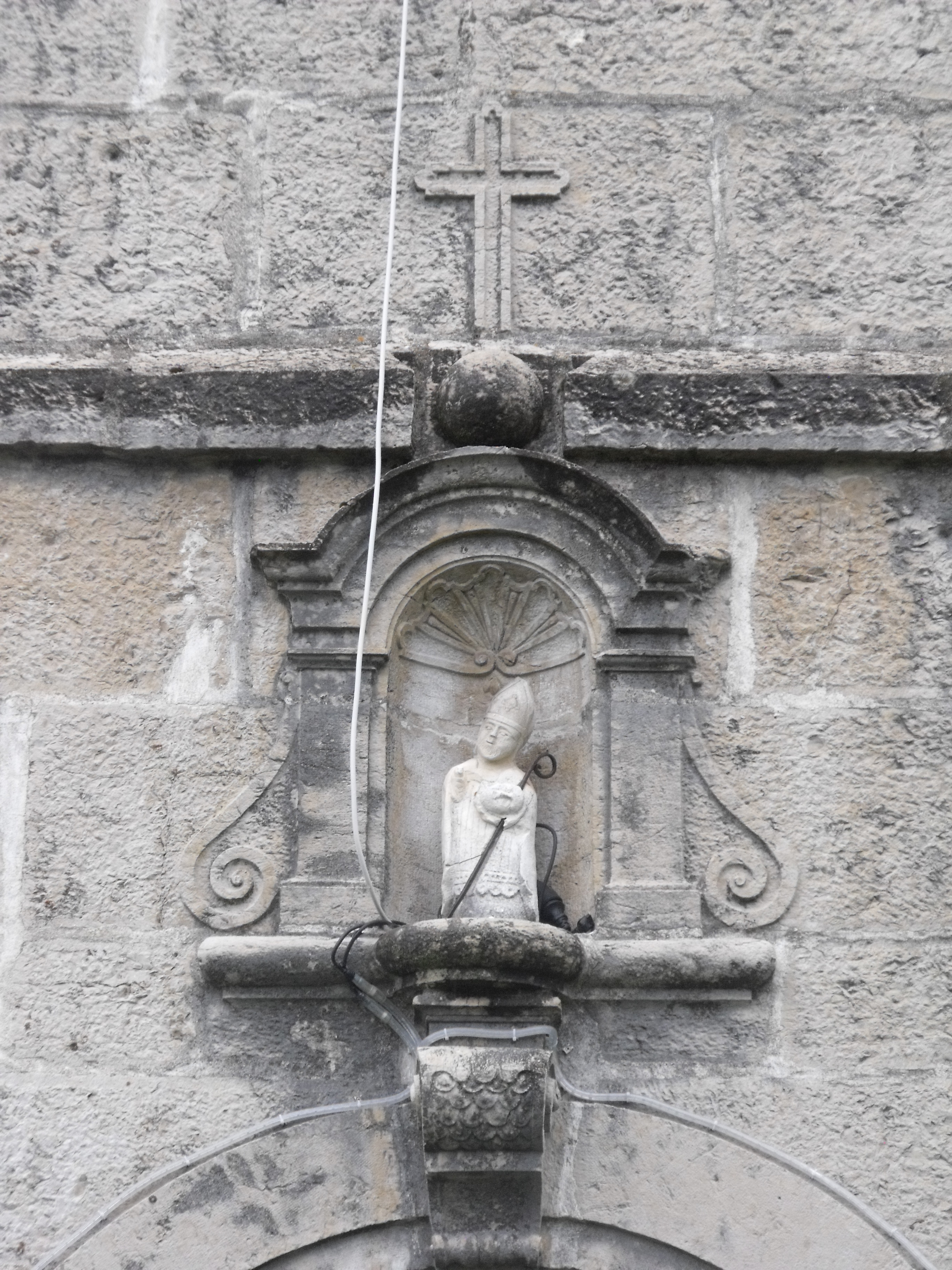
... et le saint au dessus de l'entrée.
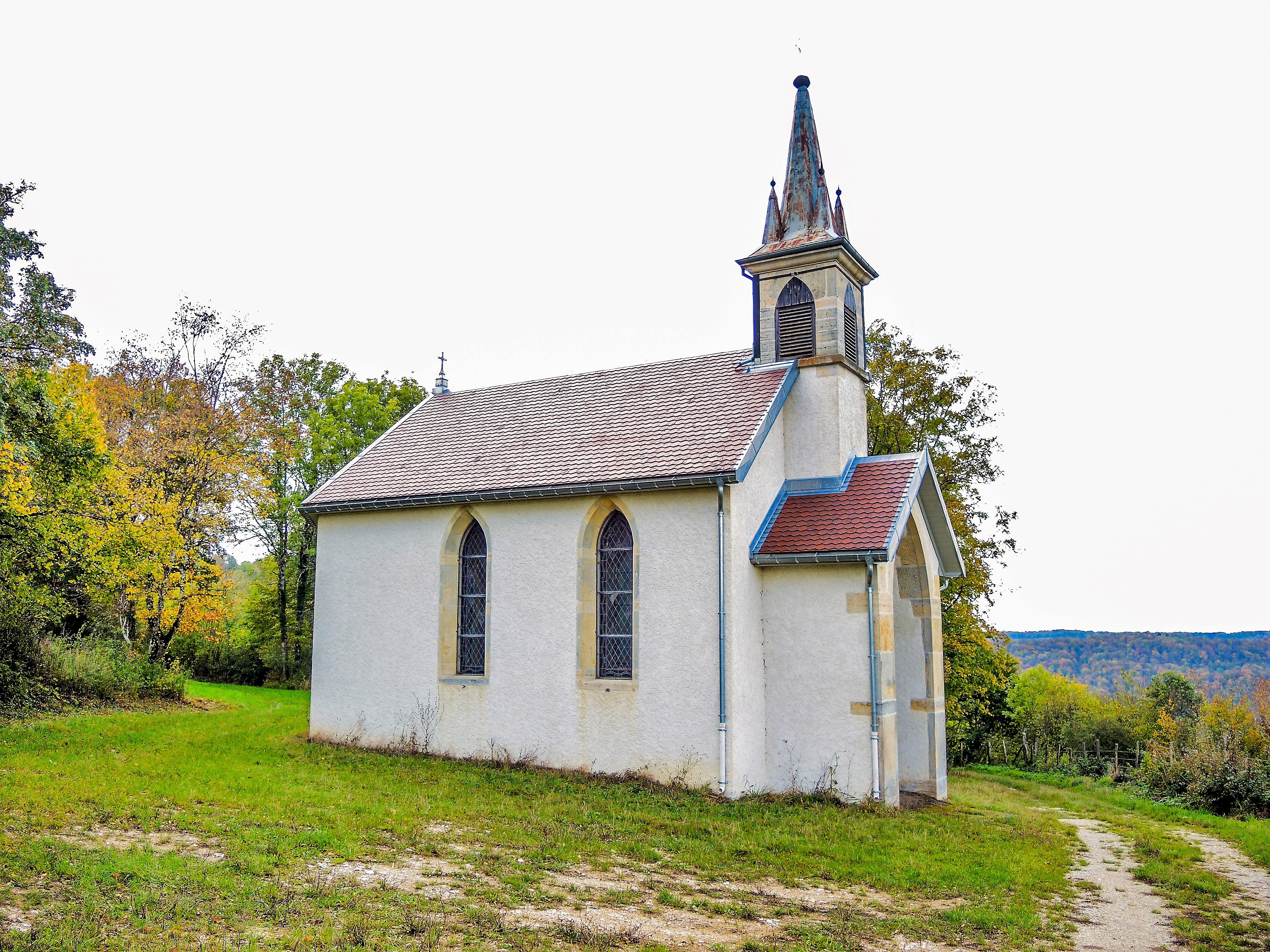
La chapelle Saint-Gras...
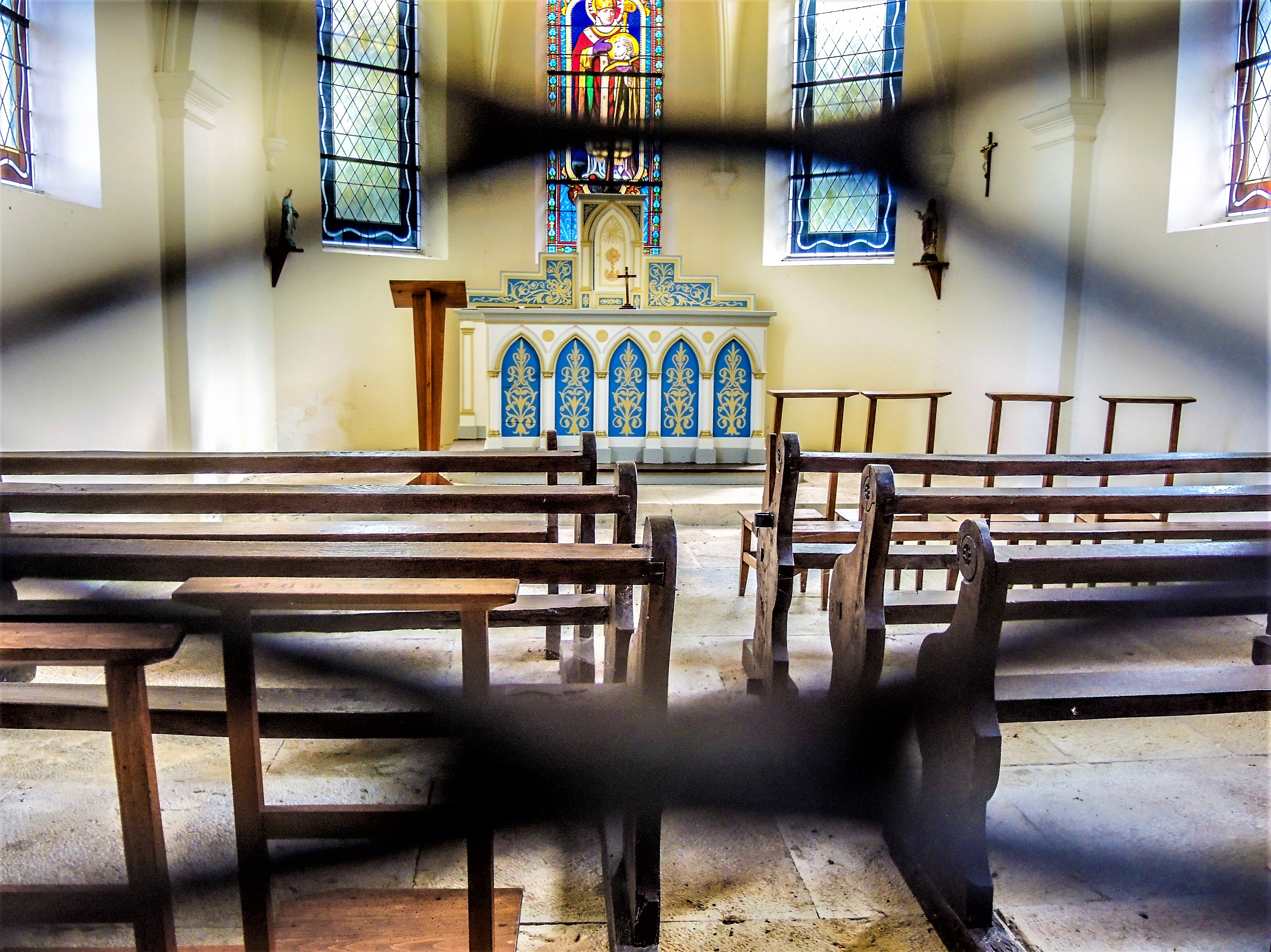
... et son aménagement intérieur.

### Héraldique
| Blason de Péseux | Blason  | D’azur au sautoir engrelé d’or.                  |
| Blason de Péseux | Détails | Le statut officiel du blason reste à déterminer. |

## Pour approfondir